# Little Vietnam (Chicago)

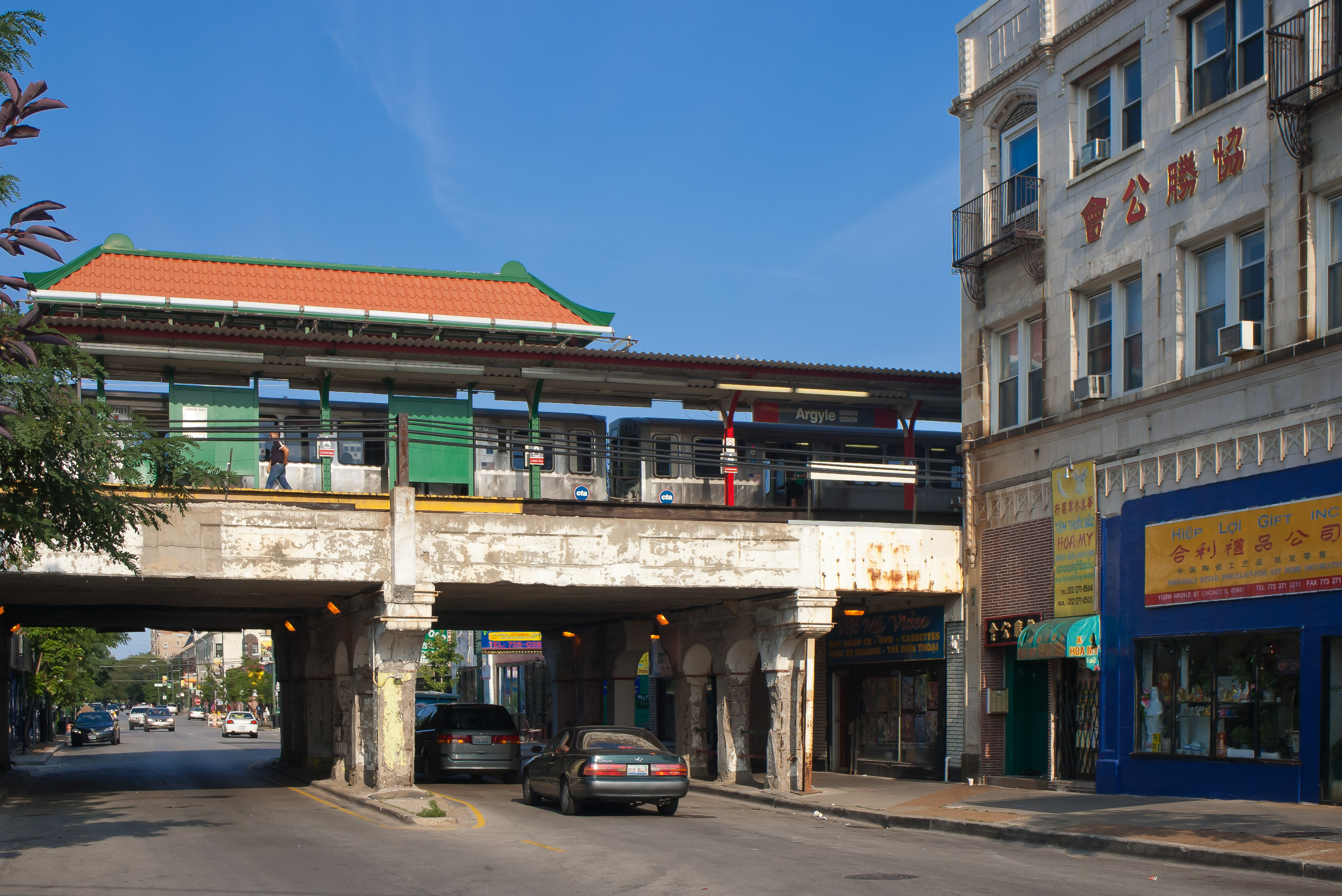
Little Vietnam.

Little Vietnam (ou Petit Vietnam) est un quartier asiatique situé dans le secteur d'Uptown à Chicago, aux États-Unis. Ce quartier est surtout peuplé de résidents qui ont la nationalité cambodgienne, thaïlandaise, laotienne et vietnamienne. Cependant bon nombre d'entre eux étaient originaires de minorités ethniques chinoise et, pour cette raison, sont devenus des réfugiés pendant la guerre du Viêt Nam de la fin des années 1970. Le quartier est centré sur Argyle Street. Little Vietnam occupe quelques pâtés de maisons, le quartier bénéficie d'environ une dizaine d'épiceries asiatiques et d'environ douze restaurants vietnamien, thaïlandais et laotiens.